# زعفران مؤابي
الزعفران المؤابي (باللاتينية: Crocus moabiticus) نوع نباتي ينتمي إلى جنس الزعفران من الفصيلة السوسنية.

## الموئل والانتشار
موطنه بلاد الشام.